# 40 Komenda Odcinka Nowy Sącz
40 Komenda Odcinka Nowy Sącz – samodzielny pododdział Wojsk Ochrony Pogranicza.

## Formowanie i zmiany organizacyjne
40 Komenda Odcinka sformowana została w 1945 w strukturze 9 Oddziału Ochrony Pogranicza. Służbę graniczną objęła 8 listopada 1945. We wrześniu 1946 odcinek wszedł w skład Krakowskiego Oddziału WOP nr 9. Jesienią 1946 przeniesiono sztab komendy do Nowego Sącza. W 1948, na bazie 40 Komendy Odcinka sformowano Samodzielny Batalion Ochrony Pogranicza nr 49.

## Działania bojowe
9 lutego 1947 żołnierze 40 komendy stoczyli walkę z oddziałem "Pioruna" w Starym Sączu. "Piorun" i jeden partyzant zginęli. Trzeciego ujęto. Poległ ppor. Edward Ziętara.

## Struktura organizacyjna
Dyslokacja 40 Komendy Odcinka przedstawiała się następująco :
- komendantura odcinka i pododdziały sztabowe – Stary Sącz
- 180 strażnica – Muszynka
- 181 strażnica – Muszyna
- 182 strażnica – Żegiestów
- 183 strażnica – Piwniczna
- 184 strażnica – Szczawnica